# كاتدرائية القديس نقولا العسكرية
كاتدرائية القديس نقولا العسكرية ( (بالأوكرانية: Військовий Микільський собор)‏ (بالروسية: Никольский военный собор)‏ )، المعروف شعبيًا باسمنيقولا العظيم ( (بالأوكرانية: Великий Микола)‏ ) كانت إحدى الكاتدرائيات العسكرية [الإنجليزية] في الإمبراطورية الروسية السابقة. تم بناؤها عام 1696، وتقع في قلعة كييف المطلة على نهر دنيبر.
تم اعتمادها ككاتدرائية بعد إنشاء قلعة كييف الروسية في القرن التاسع عشر. تم تصميم مبنى الباروك الأوكراني الخماسي القبب هذا، أصلاً من قبل أوسيب ستارتسيف؛ بناءً على طلب الهيتمان إيفان مازيبا؛ ليكون بمثابة الكنيسة الرئيسية لدير القديس نقولا المرتبط تقليديًا بقبر أسكولد. تم تكريس الكنيسة عام 1696. وقد اشتهرت بستارها المتلألئ المُذهب الأيقوني بتكليف من مازيبا. تم الانتهاء من برج الناقوس الراستيريللي القائم بذاته في منتصف القرن الثامن عشر.
أصبح الجيش الإمبراطوري الروسي راعي الكنيسة في 1831. أعلنت مجموعة من المدافع القريبة من المبنى ارتباطاتها العسكرية. في عام 1934، قامت سياسة الاتحاد السوفيتي بتفجير الكاتدرائية، واستبدالها بقصر الرواد.
يتزايد الكفاح من أجل إعادة بناء الكاتدرائية. أيد رئيس أوكرانيا فيكتور يوشينكو فكرة إحياء التراث الثقافي المدمر.
الآن يتم تنفيذ الخدمات الإلهية في الهواء الطلق بالقرب من مكان كانت توجد فيه كنيسة.
في 2010، أثيرت مسألة الترميم المحتمل للضريح. في يونيو 2009، أصدر الرئيس الأوكراني فيكتور يوشينكو تعليماته إلى مجلس الوزراء، بالتعاون مع إدارة الدولة لمدينة كييف، للعمل على إعداد وتقديم مقترحات لترميم النصب التاريخي والمعماري المفقود، مجمع كاتدرائية القديس نقولا العسكرية، التي كان وسيكون لها قيمة تاريخية وثقافية فريدة خلال شهرين.